# Marius Chindriș
Marius Chindriș (sinh ngày 3 tháng 3 năm 1991) là một cầu thủ bóng đá người România thi đấu cho Petrolul Ploiești ở vị trí tiền vệ.

## Thống kê sự nghiệp

### Câu lạc bộ
| Câu lạc bộ          | Mùa giải            | Giải vô địch | Giải vô địch | Cúp     | Cúp       | Châu Âu | Châu Âu   | Khác    | Khác      | Tổng cộng | Tổng cộng | Tổng cộng |
| Câu lạc bộ          | Mùa giải            | Số trận      | Bàn thắng    | Số trận | Bàn thắng | Số trận | Bàn thắng | Số trận | Bàn thắng | Số trận   | Bàn thắng |           |
| ------------------- | ------------------- | ------------ | ------------ | ------- | --------- | ------- | --------- | ------- | --------- | --------- | --------- | --------- |
| Petrolul Ploiești   | 2017–18             | 0            | 0            | 1       | 0         | –       | –         | –       | –         | 1         | 0         |           |
| Tổng cộng           | Tổng cộng           | 0            | 0            | 1       | 0         | –       | –         | –       | –         | 1         | 0         |           |
| Tổng cộng sự nghiệp | Tổng cộng sự nghiệp | 0            | 0            | 1       | 0         | –       | –         | –       | –         | 1         | 0         |           |

Thống kê chính xác đến trận đấu diễn ra ngày ngày 25 tháng 10 năm 2017